# Jean-Baptiste Belley
Pour les articles homonymes, voir Belley (homonymie).
Jean-Baptiste Belley (dit « Timbazé », puis « Mars ») est un révolutionnaire français, né, en 1746 ou 1747 sur l'île de Gorée (Sénégal) ; il est mort le 18 thermidor an XIII (6 août 1805) à l'hôpital militaire du Palais à Belle-Île-en-Mer.
Il est élu député montagnard durant la Révolution française et membre du Club des jacobins. Il est le premier député français noir, représentant alors le département du Nord de la colonie française de Saint-Domingue à la Convention nationale puis au Conseil des Cinq-Cents. La colonie française de Saint-Domingue devient République d’Haïti le 1er janvier 1804. Il prend une part active à l'élaboration du décret d'abolition de l'esclavage du 4 février 1794.

## Biographie

### Origine et famille
La date de sa naissance est incertaine. Il serait né sur l'île de Gorée au Sénégal. Selon les sources,, Jean-Baptiste Belley serait né en juillet ou en août 1746 ou 1747. Il aurait été vendu à l'âge de deux ans à un négrier faisant voile vers Saint-Domingue. Selon l'historien haïtien Thomas Madiou, il racheta sa liberté par son commerce de perruquier.

### Carrière
Jusqu'en juillet 1777, dans les registres de la paroisse du Cap-Français (actuel Cap-Haïtien) à Saint-Domingue, il est dit perruquier et nègre libre. Il est surnommé Timbazé.
En 1777, il aurait participé dans le corps supplétif des nègres libres du Cap à la campagne de la guerre d'indépendance des États-Unis d'Amérique notamment lors du débarquement à Savannah. C'est à cette occasion qu'il aurait été surnommé « Mars ».
À partir d'août 1781, dans les registres de la paroisse du Cap-Français, il est dit « officier subalterne des nègres libres du Cap ». Le surnom de « Mars » apparait bien alors.

#### Débuts à l'Assemblée législative puis à la Convention nationale
Il est capitaine d'infanterie aux colonies au moment de la Révolution, quand l'Assemblée législative décida que les colonies éliraient des représentants sans distinction de couleur (la loi du 4 avril 1792 donnait les droits civiques et politiques aux « hommes de couleur libres »), 
À la tête du 2e bataillon du 16e régiment d'infanterie de ligne, il repousse une attaque contre le Cap.

« Ce descendant de l'esclavage a combattu du côté des commissaires civils contre les colons blancs et reçu six blessures durant ces combats,. »

Le 3 vendémiaire an II (24 septembre 1793), il est élu membre de la Convention nationale par la colonie de Saint-Domingue, à la suite d'un « vote unanime à la pluralité des voix ». Il est désigné pour représenter le département du Nord de la colonie française de Saint-Domingue à la Convention aux côtés de Jean-Baptiste Mills et Louis-Pierre Dufay.
Avant d'arriver en France, il passe par Philadelphie où il est pris à partie par les colons qui refusent de voir un noir occuper un poste de pouvoir. Il leur répond : « quand on sait sauver les Blancs et les défendre, on peut bien les commander », puis il fait escale à New York.
Arrivés à Lorient, les trois hommes sont arrêtés et enfermés par Victor Hugues, alors accusateur public au tribunal révolutionnaire, car ils sont soupçonnés d'être girondins en raison de l'aide qu'ils avaient apportée à Sonthonax, mais ils sont remis en liberté grâce à Prieur de la Marne et Marc-Antoine Jullien de Paris. Ce dernier informe Robespierre, par une lettre datée du 26 nivôse an II (15 janvier 1794), de leur arrivée prochaine à Paris. Arrivés dans la capitale, deux d'entre eux, Dufay et Mills, sont arrêtés le 7 pluviôse an II (26 janvier 1794) sur dénonciation de Page et de Brulley, amis de Victor Hugues. Ils envoient une lettre énergique à la Convention. Belley échappe à l'arrestation grâce au flou portant sur son nom : la dénonciation le désigne sous le nom de « Mars Belley ». Aussi va-t-il se plaindre de l'incarcération de ses deux collègues auprès du Comité de salut public, qui décide alors de les faire libérer. Auprès des membres du CSP, Belley avait qualifié les colons blancs de Saint-Domingue de « princes-colons ». Le député noir est introduit par Simon-Edme Monnel à la Convention à Paris le 15 pluviôse an II (3 février 1794) avec les autres députés de Saint-Domingue. Ils sont accueillis par Simon Camboulas, neveu de l'abbé Raynal, Jean-François Delacroix, dans l'enthousiasme général. Danton et Maribon-Montaut dénoncent les intrigues perpétuelles des lobbies blancs depuis 1789 et demandent des sanctions contre Page et Brulley. Les trois nouveaux députés de Saint-Domingue siègent désormais à la Montagne.

#### Abolition de l'esclavage

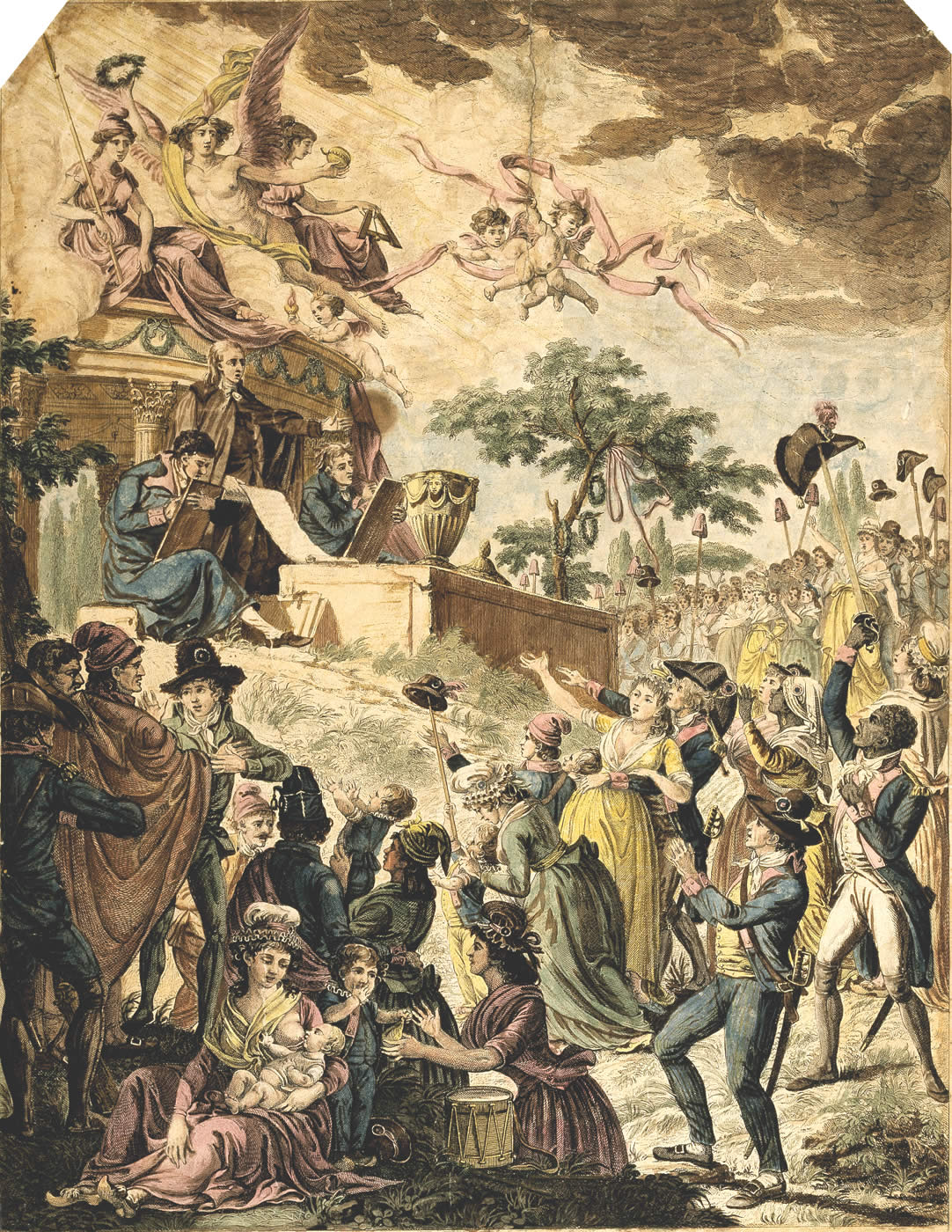
Jean-Baptiste Belley (à droite) assistant au discours de Chaumette lors de la fête de l'abolition le 18 février 1794 dans Notre-Dame, devenue temple de la Raison.

Le 4 février 1794, son collègue Louis-Pierre Dufay prononce un discours remarqué faisant le procès des Blancs qui ont entraîné les propriétaires de couleur, ce qui a abouti à livrer aux Anglo-Espagnols une partie de la colonie de Saint-Domingue, alors que :

« les Noirs devenus libres et Français ont fait rempart de leurs corps à l’invasion anglaise. »

L'abolition de l'esclavage, déjà effective à Saint-Domingue, est alors prononcée par décret de la Convention dans tous les territoires français ce 16 pluviôse de l'an II (4 février 1794). À la suite de cette allocution, René Levasseur, Jean-François Delacroix, Joseph Cambon et Georges Jacques Danton font voter l'abolition de l'esclavage dans les colonies (décret d'abolition de l'esclavage du 4 février 1794). Les trois députés représentant Saint-Domingue, Dufay, Mills et Belley sont congratulés dans la liesse générale et sont accueillis de la même manière, le soir, au club des jacobins.
Discours prononcé le 11 février 1794 à Paris une semaine avant la fête de l'abolition de l'esclavage :

« Je n’ai qu’un mot à vous dire : c’est le pavillon tricolore qui nous a appelé à la liberté. C’est sous ses auspices que nous avons recouvré cette liberté, notre patriotisme est le trésor de notre prospérité et tant qu’il restera dans nos veines une goutte de sang, je vous jure, au nom de mes frères, que ce pavillon flottera toujours sur nos rivages et dans nos montagnes. »

### Suite de sa carrière

#### Dans les assemblées
Il continue de siéger à la Convention nationale jusqu'au 26 octobre 1795, puis au Conseil des Cinq-Cents jusqu'en 1797, sans cependant avoir joué un rôle éminent dans ces assemblées. Néanmoins, il se montra fidèle à ses convictions républicaines au sein du Conseil des Cinq-Cents.
En vendémiaire an IV (octobre 1795), il déclare avoir possédé des biens et des esclaves au Cap-Français, mais n'en possède plus et ne touche que ses émoluments de député. Il est cité comme habitant rue Neuve des Mathurins à Paris, le 16 messidor an IV (4 juillet 1796). À la différence de Dufay en novembre 1794 — au côté duquel et de Mills il avait envoyé sept mois plus tôt le 4 floréal anII-23 avril 1794 une lettre pleine de louanges —, il restait fidèle à la mémoire de Maximilien Robespierre, qu'il refusait de présenter comme esclavagiste et proche des colons. Il se souvenait de l'opposition solitaire le 15 mai 1791 à l'assemblée constituante de l'Incorruptible à l'amendement Rewbell qui excluait la classe des esclaves affranchis dont Belley faisait partie, de la citoyenneté et de l'égalité des Blancs ; opposition passée à laquelle il faisait allusion dans la missive d'avril 1794.

#### Commandant de la légion de gendarmerie de Saint-Domingue
Le 15 floréal de l'an III (4 mai 1795), Jean-Baptiste Belley, appuyé par son collègue Dufay, est promu chef de bataillon.
Le 3 messidor an V (21 juin 1797), il est nommé chef de brigade puis au commandant de la gendarmerie de Saint-Domingue. Il retourne alors dans l'île antillaise.
Le coup d'État du 18 Brumaire mené par Napoléon Bonaparte a lieu le 9 novembre 1799. Lors de l'expédition du général Leclerc en 1802, il est toujours chef de la légion de gendarmerie de Saint-Domingue.

#### En résidence surveillée à Belle-Île-en-Mer

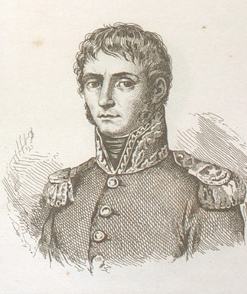
Le capitaine-général Charles Victoire Emmanuel Leclerc fait arrêter Jean-Baptiste Belley en 1802.

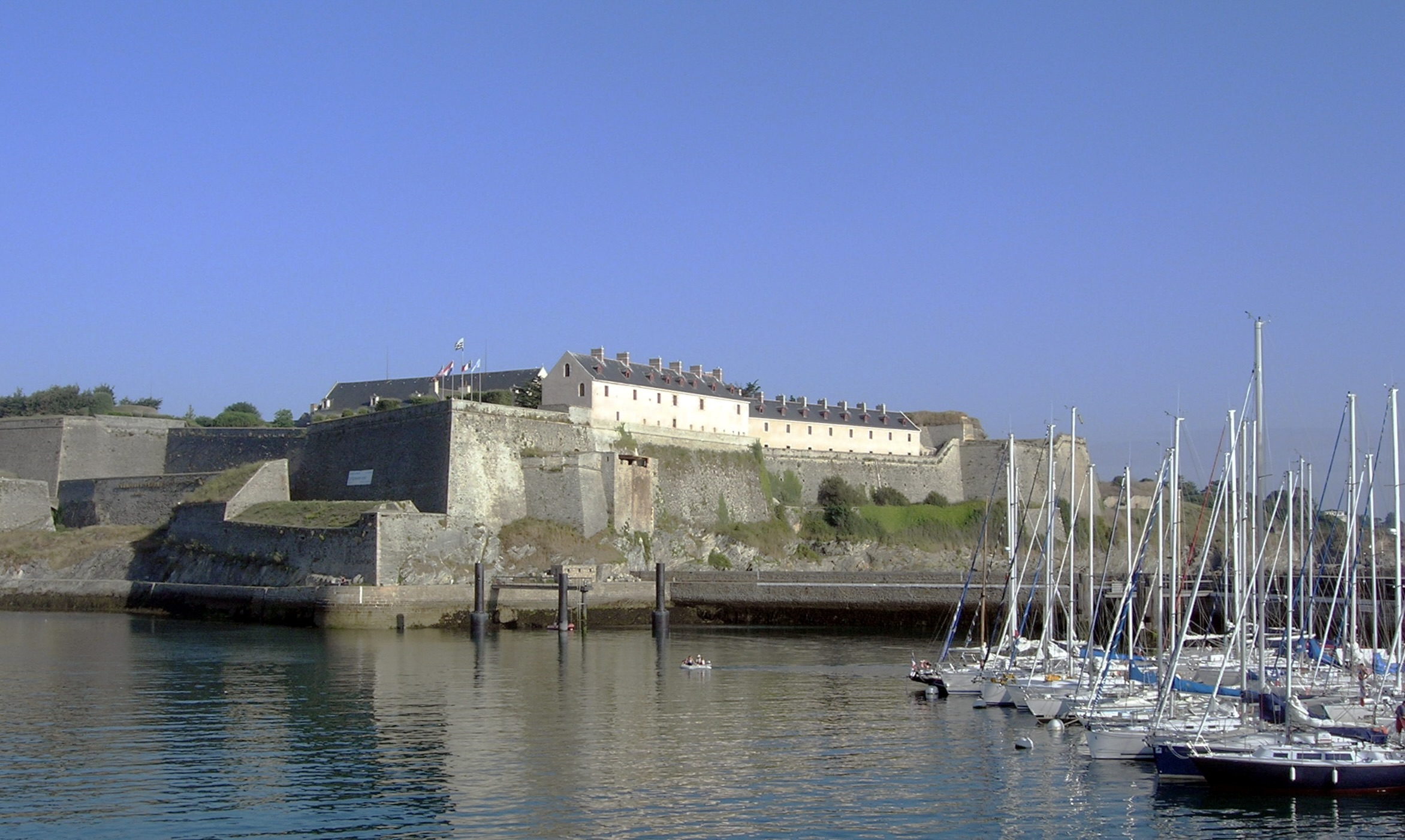
Forteresse de la commune du Palais à Belle-Île-en-Mer.

En avril 1802 à Saint-Domingue, lors de la réorganisation de la gendarmerie de la colonie, il est suspendu de ses fonctions sans être formellement mis aux arrêts sur ordre du capitaine-général Charles Victoire Emmanuel Leclerc, commandant en chef du corps expéditionnaire.
Le 16 juillet 1802, envoyé à Brest puis à Belle-Île-en-Mer où il arrive vers le 20 juillet 1802, il est placé en résidence surveillée à la forteresse de la commune du Palais avec un régime assoupli.

### Dernières années
Il est admis le 19 messidor an X (8 juillet 1802) au régime de réforme de capitaine de gendarmerie.
Placide-Séraphin-Clère dit Louverture,, beau-fils du général de division Toussaint Louverture, le rejoint à Belle-île-en-Mer en provenance de Brest sur la corvette La Nayade le 26 thermidor an X (14 août 1802). Tous deux sont admis à l'hôpital militaire de Belle-île-en-Mer le 19 vendémiaire an XI (11 octobre 1802). Ce dernier, qui est aux arrêts, est translaté vers la prison d'Agen le 14 fructidor an XII (1er septembre 1804) sur demande de sa mère.

#### Décès
Jean-Baptiste Belley reste à l'hôpital militaire de Belle-Île-en-Mer, où il décèdera un an plus tard, le 18 thermidor an XIII (6 août 1805). Deux lettres écrites de sa main pendant cette période sont connues : une au préfet du Morbihan en août 1804 et l'autre à Placide-Séraphin-Clère dit Louverture, déjà cité, en février 1805.
Selon son acte de décès, Jean-Baptiste Belley, nègre, ex-chef de légion de gendarmerie, jouissant du traitement de réforme, est décédé le 18 thermidor an XIII à l'hôpital militaire de Belle-Ile-en-Mer. Il est dit « âgé d'environ cinquante ans (donc né vers 1755) et natif de Léogane (Saint-Domingue) ».
Son testament du 16 thermidor an XIII (4 août 1805) devant Pierre-Marie Querrel, notaire impérial en résidence au Palais à Belle-Île-en-Mer, désigne comme héritier son demi-frère Joseph Domingue (à ne pas confondre avec Joseph Damingue dit Hercule), capitaine de gendarmerie à Rochefort. Aucune descendance ni aucun bien à Saint-Domingue ne sont cités. Ses biens s'élevant à 1 697,50 francs sont remis à son demi-frère le 6 vendémiaire an XIV (28 septembre 1805).

## Hommages
Une rue à Basse-Terre (Guadeloupe) et une place à Pantin (Seine-Saint-Denis), cette dernière inaugurée en 2017, lui rendent hommage. Il n'existe qu'un seul portrait de lui connu (1797, par Anne-Louis Girodet), conservé par le musée de l'Histoire de France (Versailles). En novembre 2019, le député LFI Alexis Corbière demande qu'il soit transféré au palais Bourbon (Paris), afin de donner à une salle son nom.